# 焦磷酸钠
焦磷酸钠(英语：Sodium pyrophosphate，TSPP)，化学式Na4P2O7。

## 性质
无水焦磷酸钠是一种白色结晶粉末，在空气中易吸收水分而潮解；十水合焦磷酸钠是一种无色单斜结晶或白色结晶或结晶性粉末，在干燥空气中易风化。加热至100°C时失去结晶水。易溶于水，水溶液呈碱性，不溶于醇。水溶液在70°C以下尚稳定，煮沸时则水解成磷酸氢二钠。具有较强的pH缓冲性，对金属离子有一定的螯合作用。

## 制备
由磷酸氢二钠薄片在160～240°C之间发生加热聚合，经冷却后粉碎，制得无水焦磷酸钠成品。
{\displaystyle {\rm {\ 2Na_{2}HPO_{4}\rightarrow Na_{4}P_{2}O_{7}+H_{2}O}}}

## 用途
用作金属离子的螯合剂，例如电镀液中铜的络合剂。机械加工中，用作除锈剂。用作双氧水的稳定剂。与保险粉配制漂毛助剂，羊毛脱脂剂。水处理中用作软水剂，锅炉除垢剂。牙膏中使用磷酸氢钙时，加入焦磷酸钠使形成胶体，起稳定作用。化工生产和食品工业中用作分散剂、抗絮凝剂、乳化剂和品質改良劑。也用作其他焦磷酸盐的生产原料。